# Barış Partisi
Die Barış Partisi (türkisch für Friedenspartei, Kürzel BP) war eine türkische politische Partei, die der alevitisch-schiitischen Gemeinschaft der Türkei nahestand. Sie ist, nach der Einheitspartei der Türkei (Türkiye Birlik Partisi) von 1966 bis 1981, die zweite Partei dieses Typs in der türkischen politischen Geschichte.
Die Friedenspartei wurde am 10. Dezember 1996 durch Mitglieder der Republikanischen Volkspartei (CHP) gegründet. Der ehemalige Geschäftsführer und CHP-Abgeordnete Ali Haydar Veziroğlu wurde Generalsekretär.
Nach dem Misserfolg bei den Parlamentswahlen in der Türkei 1999 mit 78.922 bzw. 0,25 % der Stimmen und null Parlamentssitzen entschied der Parteikongress die Selbstauflösung der Partei am 9. Mai des gleichen Jahres.